# Всемирное братство буддистов
Всемирное братство буддистов (WFB) — крупнейшая и наиболее представительная международная неправительственная организация буддистов. ВББ создана в Коломбо (Шри-Ланка) в 1950 году представителями буддийских организаций 27 стран.
Первым президентом ВББ был избран Гунапала Пийасена Малаласекера, ставший впоследствии первым послом Шри-Ланки в СССР. Следующим президентом стал один из создателей Бирманской Конституции 1947 года У Чан Тхун.
Со стороны буддистов бывшего СССР официальным представителем в ВББ являлся ЦДУБ (Центральное духовное управление буддистов).
Печатный орган «W. F. В. Review» на английском языке. Штаб-квартира в настоящее время находится в Бангкоке.

## Список президентов ВББ
1. Г. П. Малаласекера, Шри-Ланка (1950-1958)
2. У Чан Тун, Бирма (1958-1961)
3. Принцесса Пун Писмай Дискул, (พูนพิศมัย ดิศกุล) Таиланд (1963 - 1984)
4. Профессор Санья Дхармасакти, (สัญญา ธรรมศักด) Таиланд (1985 - 1998)
5. Пхан Ваннаметхи, Таиланд с 1999 года.

- Почётные Президенты:

1. Преподобный учитель Син Юнь (Китай, Тайвань) (см. Фо Гуан Шань)
2. Преподобный учитель К. Шри Дхаммананда (Малайзия)